# Ceratoneura pretiosa
Ceratoneura pretiosa är en stekelart som beskrevs av Charles Joseph Gahan 1914. Ceratoneura pretiosa ingår i släktet Ceratoneura och familjen finglanssteklar. Inga underarter finns listade i Catalogue of Life.